# Улица Братьев Радченко
Улица Братьев Радченко — улица в Колпино (Колпинский район Санкт-Петербурга). Проходит от Пролетарской улицы до проспекта Ленина. Протяжённость улицы — 928 метров.

## История
Улица существует с середины или ранее XIX века. Будучи западной границей селения, она получила название в 1870-е годы — Западная улица. Долгое время она была в границах от Финляндской до Сырого переулка (с 1947 года Павловская улица) и имела одностороннюю застройку частными деревянными домами.
Новое название по просьбе ижорцев улица получила в честь революционеров Ивана и Степана Радченко в 1972 году.

## Достопримечательности
- Улица является западной границей сквера Героев-Ижорцев, где установлена стела «Город воинской славы».
- В северной части того же сквера располагается кинотеатр «Подвиг», перед фасадом которого имеется бассейн с фонтаном[2] и установлен памятник-танк Т-62.